# Pine River (Mississippi River)
Der Pine River ist ein rechter Nebenfluss des oberen Mississippi River im nördlichen Minnesota.
Der Pine River hat seinen Ursprung im Pine Mountain Lake nahe Backus. Er fließt anfangs in östlicher Richtung durch mehrere kleinere Seen – Bowen Lake, Lindsey Lake, Brockway Lake, Lake Hattie und Norway Lake. Anschließend passiert er den gleichnamigen Ort und setzt seinen Lauf nach Osten fort. Er durchfließt nun den Upper Whitefish Lake, Lower Whitefish Lake, Rush Lake und Cross Lake. Er schlängelt sich nun in südsüdöstlicher Richtung und trifft schließlich auf den Oberlauf des Mississippi River. 
Der Pine River hat eine Länge von 91,6 km.